# جو جيبسون
جو جيبسون (بالإنجليزية: Joe Gibson)‏ هو لاعب كرة قدم أمريكية أمريكي، ولد في 28 يونيو 1919 في نوكونا في الولايات المتحدة، وتوفي في 19 أكتوبر 2002 في ساكرامنتو في الولايات المتحدة.